# Idiocera serrulifera
Idiocera serrulifera är en tvåvingeart som först beskrevs av Alexander 1957.  Idiocera serrulifera ingår i släktet Idiocera och familjen småharkrankar. Inga underarter finns listade i Catalogue of Life.